# 대한민국-오만 관계
대한민국과 오만은 1974년에 외교 관계 수립에 합의하였다. 역사적 기록에 따르면, 8세기 즈음에 오만 출신 아랍인 항해사들이 남북국 시대의 한반도를 방문하였다고 한다. 두 국가는 걸프 협력 회의 및 석유 수출국 기구에서 같이 협력하고 있다. 2024년에 양국은 수교 50주년을 기념하였다. 한국은 오만으로부터 액화천연가스를 수입하고, 오만은 한국산 석유화학제품을 수입한다. 대략 4,100명의 교민들이 오만에 거주한다.

## 연혁
- 1971년 7월 27일: 대한민국 정부가 오만을 독립 국가로 승인함
- 1974년 3월 28일: 대한민국과 오만 간의 대사급 외교 관계가 수립됨
- 1976년 10월 30일: 대한민국 정부가 오만 무스카트에 주오만 대한민국 대사관을 개설함
- 1984년 3월 13일: 오만 정부가 대한민국 서울에 주한 오만 대사관을 개설함

## 같이 보기
- 대한민국의 대외 관계
- 오만의 대외 관계